# Kim Basinger
Kimila Ann „Kim“ Basinger [ˈbeɪsɪŋər / BAY-sing-ər] (* 8. prosince 1953 Athens, Georgie) je americká herečka a bývalá modelka, držitelka Oscara a Zlatého glóbu.

## Životopis

### Osobní život
Narodila se v Georgii muzikantovi Donu Basingerovi a modelce, herečce a plavkyni Ann jako třetí z pěti dětí. Má dva bratry Micka a Skipa a dvě sestry Ashley a Barbaru. Vyhrála několik regionálních soutěží krásy, díky nimž se také dostala k modelingu.
V roce 1980 se provdala za Rona Snydera, ale toto manželství skončilo o osm let později. V roce 1990 potkala při natáčení filmu svého druhého manžela Alece Baldwina. Po třech letech se vzali. Společně se objevili v seriálu Simpsonovi, kde Kim opraví Homera Simpsona, když špatně vyslovuje její příjmení, a leští svou oscarovou sošku. Se svým druhým manželem má dceru Ireland Eliesse (nar. 1995). Roku 2000 začali žít odděleně a o dva roky později se rozvedli.
Trpí agorafobií, je přísnou vegetariánkou a podporuje organizaci PETA na ochranu zvířat.

### Kariéra
Do svých dvaceti let se stala topmodelkou, která vydělávala tisíce dolarů. Objevovala se na obálkách časopisů, ve stovkách reklam. Během modelingu začala navštěvovat hodiny herectví. V roce 1976 se rozhodla svou modelingovou kariéru opustit, přestěhovala se do Los Angeles a začala pracovat jako herečka.
Nejdříve se objevovala v malých rolích v televizních seriálech. Její první větší rolí byla venkovská dívka, která přišla do Hollywoodu, aby se stala herečkou, v televizním filmu Katie: Portrait of a Centerfold. V bondovce Nikdy neříkej nikdy si zahrála bondgirl Seana Conneryho. V roce 1983 se nechala vyfotit pro Playboy, čímž získala další příležitosti, jako ve filmu Přirozený talent, který jí přinesl nominaci na Zlatý glóbus. Oscarový režisér Robert Benton ji obsadil do snímku Nadine, dalšími filmy byly třeba Schůzka naslepo, Láskou posedlí, Batman apod. V roce 1997 získala roli ve filmu L. A. – Přísně tajné, který jí přinesl Oscara i Zlatý glóbus. V roce 2002 si zahrála matku zpěváka Eminema ve filmu 8 Mile. Měla také hrát roli Donny ve filmové adaptaci muzikálu Mamma Mia!, ale nakonec ji získala Meryl Streepová.

## Filmografie
| Rok  | Film/seriál                       | Role             | Poznámky |
| ---- | --------------------------------- | ---------------- | --- |
| 1976 | Gemini Man                        | Sheila           | díl: „Night Train to Dallas“ |
| 1976 | Charlieho andílci                 | Linda Oliver     | díl: „Angels in Chains“ |
| 1977 | McMillan and Wife                 | Janet Carney     | díl: „Dark Sunrise“ |
| 1977 | The Six Million Dollar Man        | Lorraine Stenger | díl: „The Ultimate Imposter“ |
| 1977 | Dog and Cat                       | J. Z. Cane       | 6 dílů |
| 1977 | Dog and Cat                       | J. Z. Cane       | |
| 1978 | Duch letu 401                     | Prissy Frasier   | TV film |
| 1978 | Katie: Portrait of a Centerfold   | Katie McEvera    | TV film |
| 1978 | Vega$                             | Allison Jorden   | díl: „Lady Ice“ |
| 1979 | From Here to Eternity             | Lorene Rogers    | minisérie |
| 1980 | From Here to Eternity             | Lorene Rogers    | |
| 1981 | Hard Country                      | Jodie            | |
| 1981 | Kdo zabil Joy Morganovou?         | Laury Medford    | TV film |
| 1982 | Zlatý důl                         | Andrea Spalding  | |
| 1983 | Nikdy neříkej nikdy               | Domino Petachi   | |
| 1983 | Posedlý krásou                    | Louise Carr      | |
| 1984 | Přirozený talent                  | Memo Paris       | nominace na Zlatý glóbus v kategorii Nejlepší herečka ve vedlejší roli |
| 1985 | Láskou posedlí                    | May              | |
| 1986 | 9 a 1/2 týdne                     | Elizabeth        | nominace na Zlatou malinu v kategorii Nejhorší herečka |
| 1986 | Nemilosrdně                       | Michel Duval     | |
| 1987 | Schůzka naslepo                   | Nadia Gates      | |
| 1987 | Nadine                            | Nadine Hightower | |
| 1988 | Krásná mimozemšťanka              | Celeste Martin   | nominace na cenu Saturn Award v kategorii Nejlepší herečka v hlavní roli |
| 1989 | Batman                            | Vicki Vale       | nominace na cenu Saturn Award v kategorii Nejlepší herečka ve vedlejší roli |
| 1991 | Muž na ženění                     | Vicki Anderson   | nominace na Zlatou malinu v kategorii Nejhorší herečka |
| 1992 | Mrazivá vášeň                     | Heather Evans    | nominace na Zlatou malinu v kategorii Nejhorší herečka |
| 1992 | Senzační svět                     | Holli Would      | nominace na Zlatou malinu v kategorii Nejhorší herečka |
| 1993 | Riskantní plán                    | Karen McCoy      | |
| 1993 | Waynův svět 2                     | Honey Horneé     | |
| 1994 | Útěk do Mexika                    | Carol McCoy      | nominace na Zlatou malinu v kategorii Nejhorší herečka |
| 1994 | Pret-A-Porter                     | Kitty Potter     | |
| 1997 | L. A. – Přísně tajné              | Lynn Bracken     | Oscar v kategorii Nejlepší herečka ve vedlejší roli Zlatý glóbus v kategorii Nejlepší herečka ve vedlejší roli nominace na cenu BAFTA v kategorii Nejlepší herečka v hlavní roli |
| 1997 | Dennis Pennis R.I.P.              |                  | |
| 1998 | Simpsonovi                        | sebe             | díl: „Dojezdy pro hvězdy“ |
| 2000 | Snila jsem o Africe               | Kuki Gallman     | nominace na Zlatou malinu v kategorii Nejhorší herečka |
| 2000 | Dotek zla                         | Maggie O'Connor  | nominace na Zlatou malinu v kategorii Nejhorší herečka |
| 2002 | 8. míle                           | Stephanie Smith  | |
| 2002 | Lidi, co znám                     | Victoria Gray    | |
| 2004 | Dveře v podlaze                   | Marion Cole      | BSFC Award – 2. místo v kategorii nejlepší herečka |
| 2004 | Elvis už odešel                   | Harmony Jones    | |
| 2004 | Cellular                          | Jessica Martin   | nominace na cenu Saturn Award v kategorii Nejlepší herečka ve vedlejší roli |
| 2006 | Hazard                            | Carolyn Carver   | |
| 2006 | Strážce                           | Sarah Ballentine | |
| 2006 | Křeslo mořské panny               | Jessie Sullivan  | TV film |
| 2008 | Spálené životy                    | Gina             | |
| 2008 | Svědkem zločinu                   | Della            | |
| 2008 | Informátoři                       | Laura Sloan      | |
| 2010 | Smrt a život Charlieho St. Clouda | Claire St. Cloud | |
| 2012 | Black November                    | Kristy           | |
| 2013 | Zpátky do ringu                   | Sally            | |
| 2013 | Ten třetí                         | Elaine           | |
| 2014 | I Am Here                         | Maria            | |
| 2014 | Mílový běh                        | Claire           | |
| 2016 | Správní chlapi                    |                  | |
| 2017 | Padesát odstínů temnoty           | Elena Lincoln    | |
| 2018 | Padesát odstínů svobody           | Elena Lincoln    | |